# 3e étape du Tour de France 2009
Pour un article plus général, voir Tour de France 2009.
La 3e étape du Tour de France 2009 s'est déroulée le 6 juillet. Le parcours de 196,5 kilomètres, reliait Marseille à La Grande-Motte. Le Britannique Mark Cavendish s'est imposé pour la deuxième fois consécutive sur ce Tour.

## Parcours
Le début de cette étape est vallonné, avec deux ascensions : la côte de Callissane (1,3 km à 5,5 % ; catégorie 4) au km 56 et le col de la Vayède (0,7 km à 7,4 % ; catégorie 4) au km 102, précédée chacune d'un sprint intermédiaire. Ensuite, les 80 derniers kilomètres sont pratiquement plats, avec un dernier sprint intermédiaire à Arles au km 118,5. L'arrivée sera jugée à La Grande-Motte, après 196,5 km depuis Marseille à travers les départements des Bouches-du-Rhône, du Gard et de l'Hérault. Cette étape avec son relief particulièrement plat est considérée comme étant « réservée aux sprinters » si d'aventure aucune échappée ne parvient à terme. Le vent pourrait toutefois produire des bordures et ainsi provoquer des cassures difficiles à combler entre les coureurs.

## Récit

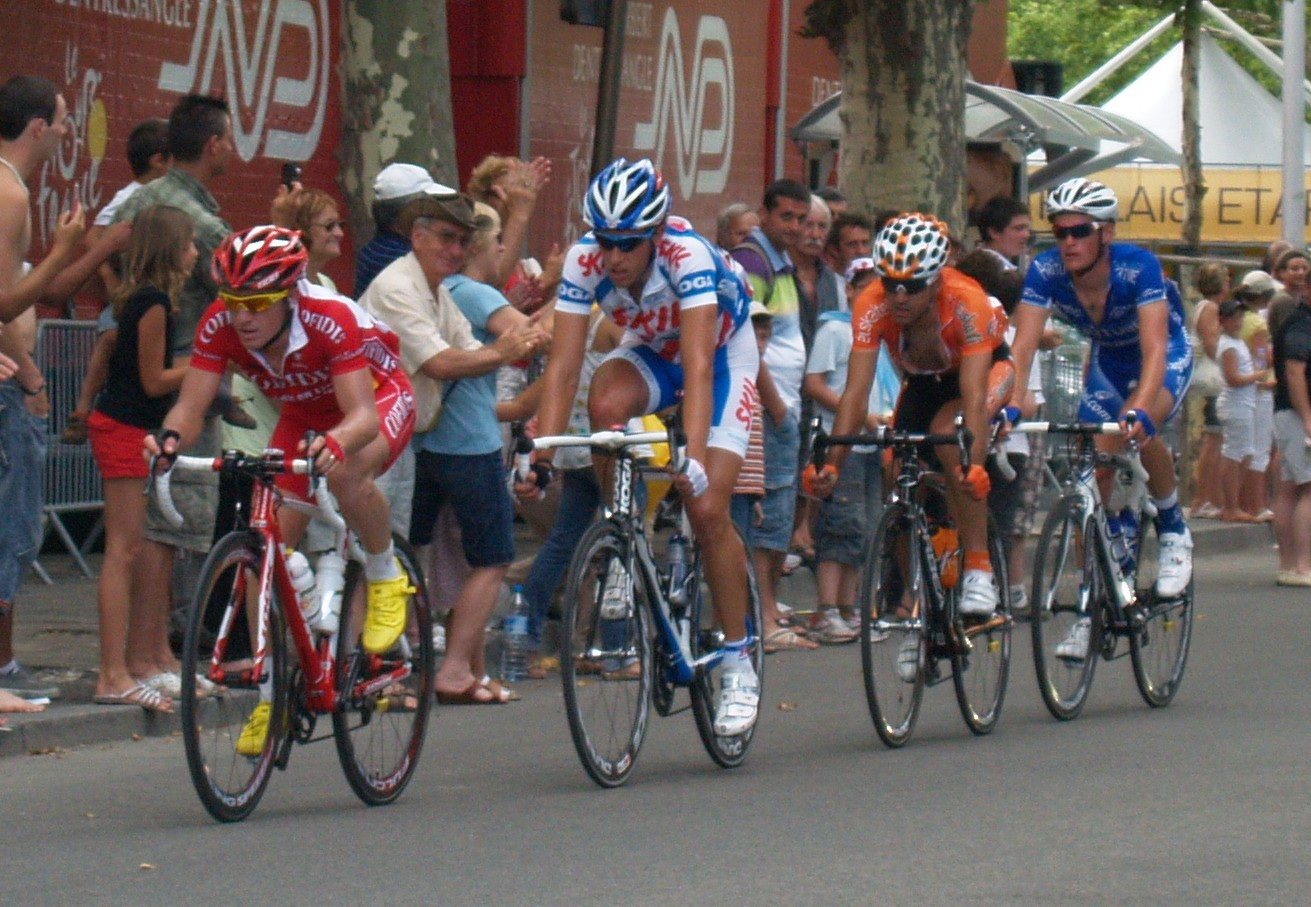
Échappée composée de Samuel Dumoulin, Koen de Kort, Rubén Pérez Moreno et Maxime Bouet (de gauche à droite) à Arles le 6 juillet 2009.

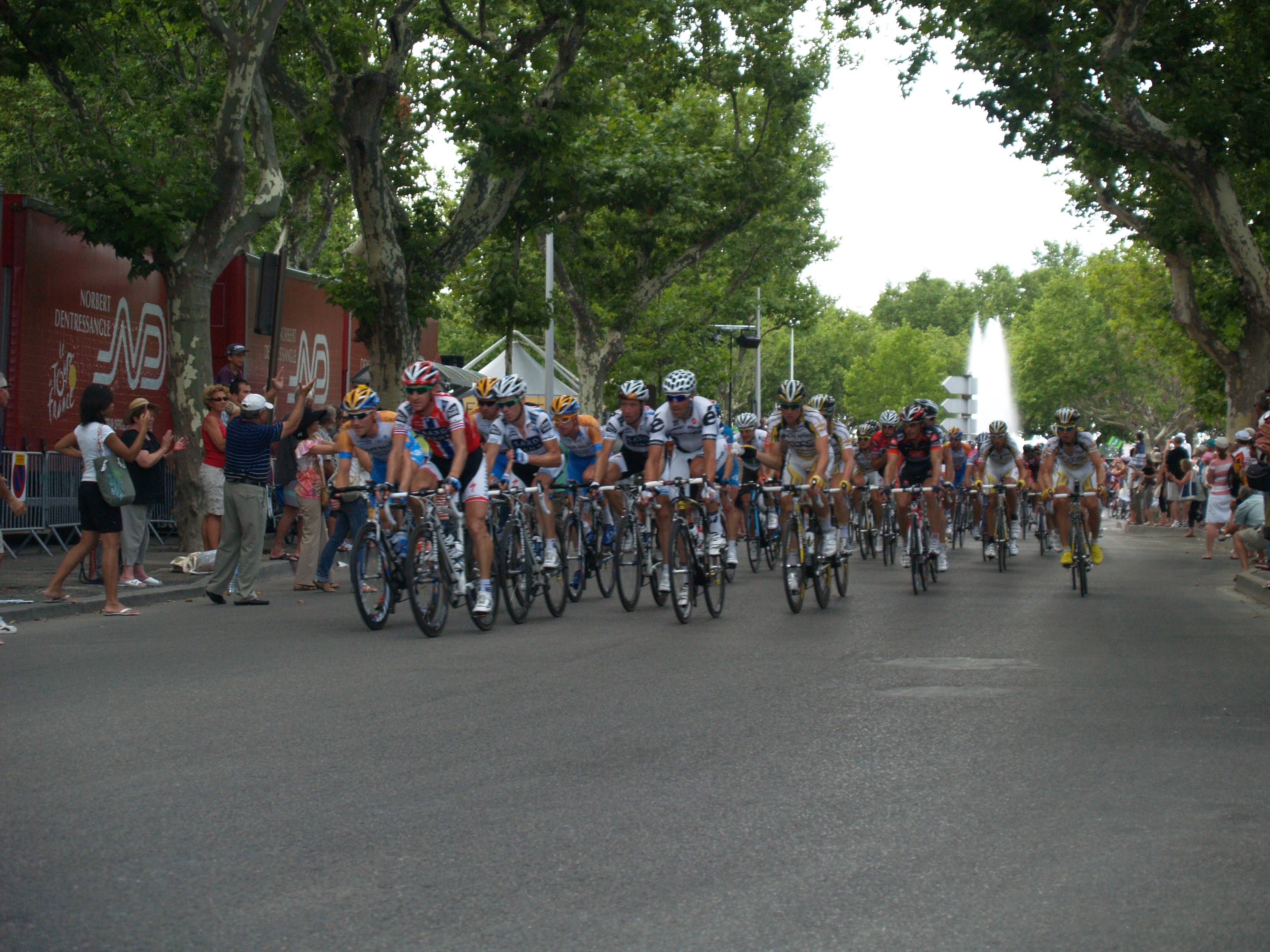
Le peloton à la poursuite des quatre échappés

Maxime Bouet (Agritubel), Samuel Dumoulin (Cofidis) sortent du peloton dès le premier kilomètre, rejoints par Koen de Kort (Skil-Shimano) et Rubén Pérez Moreno (Euskaltel-Euskadi) au km 10. Les échappés comptent jusqu'à 12 min 45 s d'avance, avant la réaction de la Team Saxo Bank du leader Fabian Cancellara, puis de la Team Columbia-HTC de Mark Cavendish à 70 kilomètres de l'arrivée.
L'avance des échappés diminue régulièrement jusqu'à ce que le peloton se morcelle en deux sous l'impulsion du Team Columbia-HTC à 30 km de l'arrivée, dans un virage avec un vent de côté. Vingt-neuf coureurs forment le groupe de tête, qu'intègrent les quatre échappés : Thor Hushovd, Hayden Roulston (Cervélo Test Team), Lance Armstrong, Yaroslav Popovych, Haimar Zubeldia (Astana), Fabian Cancellara (Team Saxo Bank), Rubén Pérez Moreno (Euskaltel-Euskadi), Mark Cavendish, Bernhard Eisel, Bert Grabsch, George Hincapie, Kim Kirchen, Tony Martin, Maxime Monfort, Mark Renshaw, Michael Rogers (Team Columbia-HTC), Stéphane Augé, Samuel Dumoulin, Christophe Kern (Cofidis), Jérôme Pineau (Quickstep), Maxime Bouet (Agritubel), Linus Gerdemann, Fabian Wegmann (Team Milram), Cyril Lemoine, Fumiyuki Beppu, Koen de Kort, Simon Geschke, Jonathan Hivert, Thierry Hupond (Skil-Shimano). À 10 km de l'arrivée, les coureurs d'Astana, Popovych et Zubeldia, suivant la consigne de Johan Bruyneel et d'Armstrong relayent les Columbia.
Emmené dans le final par Martin et Renshaw, Mark Cavendish remporte l'étape devant Thor Hushovd, le seul des principaux sprinters à terminer dans le groupe des Columbia, et Cyril Lemoine. Le peloton arrive 40 secondes plus tard.
Cavendish signe son deuxième succès sur ce Tour et conforte ainsi son maillot vert acquis la veille. Jussi Veikkanen conserve son maillot à pois, les points de ce classements ayant été distribués entre les échappés.
Fabian Cancellara, sixième, conserve son maillot jaune. Il devance au classement général Tony Martin, le maillot blanc, de 33 secondes. Lance Armstrong qui s'est glissé avec les échappés profite de l'occasion pour se hisser à la troisième position du général à 40 secondes du leader. La bordure lui a permis de distancer ses principaux rivaux, ainsi qu'Alberto Contador et Levi Leipheimer, de 41 secondes. Il estime que le déroulement de la course était prévisible : « Il ne fallait quand même pas avoir une boule de cristal pour savoir qu'on devait faire la course à l'avant avec ce vent changeant. ». Il rappelle également son statut au sein de l'équipe en ne considérant pas la perte de temps de Contador comme un problème. Ce dernier juge par ailleurs les écarts insignifiants,.

## Sprints Intermédiaires
| Premier   | Maxime Bouet    | 6 pts |
| Deuxième  | Samuel Dumoulin | 4 pts |
| Troisième | Koen de Kort    | 2 pts |

| Premier   | Samuel Dumoulin    | 6 pts |
| Deuxième  | Maxime Bouet       | 4 pts |
| Troisième | Rubén Pérez Moreno | 2 pts |

| Premier   | Rubén Pérez Moreno | 6 pts |
| Deuxième  | Maxime Bouet       | 4 pts |
| Troisième | Samuel Dumoulin    | 2 pts |

| Premier   | Mark Cavendish  | 35 pts |
| Deuxième  | Thor Hushovd    | 30 pts |
| Troisième | Cyril Lemoine   | 26 pts |
| Quatrième | Samuel Dumoulin | 24 pts |
| Cinquième | Jérôme Pineau   | 22 pts |

## Côtes
| Premier   | Koen de Kort    | 3 pts |
| Deuxième  | Maxime Bouet    | 2 pts |
| Troisième | Samuel Dumoulin | 1 pt  |

| Premier   | Koen de Kort    | 3 pts |
| Deuxième  | Maxime Bouet    | 2 pts |
| Troisième | Samuel Dumoulin | 1 pt  |

## Classement de l'étape
| Classement de la 3e étape | Classement de la 3e étape | Classement de la 3e étape | Classement de la 3e étape | Classement de la 3e étape |
|                           | Coureur                   | Pays                      | Équipe                    | Temps                     |
| ------------------------- | ------------------------- | ------------------------- | ------------------------- | ------------------------- |
| 1er                       | Mark Cavendish            | GBR                       | Team Columbia-HTC         | en 5 h 1 min 24 s         |
| 2e                        | Thor Hushovd              | NOR                       | Cervélo TestTeam          | m.t.                      |
| 3e                        | Cyril Lemoine             | FRA                       | Skil-Shimano              | m.t.                      |
| 4e                        | Samuel Dumoulin           | FRA                       | Cofidis                   | m.t.                      |
| 5e                        | Jérôme Pineau             | FRA                       | Quick Step                | m.t.                      |
| 6e                        | Fabian Cancellara         | SUI                       | Team Saxo Bank            | m.t.                      |
| 7e                        | Fabian Wegmann            | GER                       | Team Milram               | m.t.                      |
| 8e                        | Fumiyuki Beppu            | JPN                       | Skil-Shimano              | m.t.                      |
| 9e                        | Maxime Bouet              | FRA                       | Agritubel                 | m.t.                      |
| 10e                       | Linus Gerdemann           | GER                       | Team Milram               | m.t.                      |
| modifier                  |                           |                           |                           |                           |

## Classement général
| Classement général à la 3e étape | Classement général à la 3e étape | Classement général à la 3e étape | Classement général à la 3e étape | Classement général à la 3e étape |
|                                  | Coureur                          | Pays                             | Équipe                           | Temps                            |
| -------------------------------- | -------------------------------- | -------------------------------- | -------------------------------- | -------------------------------- |
| 1er                              | Fabian Cancellara                | SUI                              | Team Saxo Bank                   | en 9 h 50 min 58 s               |
| 2e                               | Tony Martin                      | GER                              | Team Columbia-HTC                | + 33 s                           |
| 3e                               | Lance Armstrong                  | USA                              | Astana                           | + 40 s                           |
| 4e                               | Alberto Contador                 | ESP                              | Astana                           | + 59 s                           |
| 5e                               | Bradley Wiggins                  | GBR                              | Garmin-Slipstream                | + 1 min 0 s                      |
| 6e                               | Andreas Klöden                   | GER                              | Astana                           | + 1 min 3 s                      |
| 7e                               | Linus Gerdemann                  | GER                              | Team Milram                      | + 1 min 3 s                      |
| 8e                               | Cadel Evans                      | AUS                              | Silence-Lotto                    | + 1 min 4 s                      |
| 9e                               | Maxime Monfort                   | BEL                              | Team Columbia-HTC                | + 1 min 10 s                     |
| 10e                              | Levi Leipheimer                  | USA                              | Astana                           | + 1 min 11 s                     |
| modifier                         |                                  |                                  |                                  |                                  |

## Classements annexes

### Classement par points
| Classement par points | Classement par points | Classement par points | Classement par points | Classement par points |
| --------------------- | --------------------- | --------------------- | --------------------- | --------------------- |
|                       | Coureur               | Pays                  | Équipe                | Point(s)              |
| 1er                   | Mark Cavendish        | GBR                   | Team Columbia-HTC     | 70 points             |
| 2e                    | Thor Hushovd          | NOR                   | Cervélo TestTeam      | 54 pts                |
| 3e                    | Samuel Dumoulin       | FRA                   | Cofidis               | 36 pts                |
| modifier              |                       |                       |                       |                       |

### Classement de la montagne
| Classement du meilleur grimpeur | Classement du meilleur grimpeur | Classement du meilleur grimpeur | Classement du meilleur grimpeur | Classement du meilleur grimpeur |
| ------------------------------- | ------------------------------- | ------------------------------- | ------------------------------- | ------------------------------- |
|                                 | Coureur                         | Pays                            | Équipe                          | Point(s)                        |
| 1er                             | Jussi Veikkanen                 | FIN                             | La Française des jeux           | 9 points                        |
| 2e                              | Tony Martin                     | GER                             | Columbia-HTC                    | 6 pts                           |
| 3e                              | Koen de Kort                    | NED                             | Skil-Shimano                    | 6 pts                           |
| modifier                        |                                 |                                 |                                 |                                 |

### Classement du meilleur jeune
| Classement général du meilleur jeune | Classement général du meilleur jeune | Classement général du meilleur jeune | Classement général du meilleur jeune | Classement général du meilleur jeune |
|                                      | Coureur                              | Pays                                 | Équipe                               | Temps                                |
| ------------------------------------ | ------------------------------------ | ------------------------------------ | ------------------------------------ | ------------------------------------ |
| 1er                                  | Tony Martin                          | GER                                  | Team Columbia-HTC                    | en 9 h 51 min 31 s                   |
| 2e                                   | Roman Kreuziger                      | CZE                                  | Liquigas                             | + 40 s                               |
| 3e                                   | Vincenzo Nibali                      | ITA                                  | Liquigas                             | + 45 s                               |
| modifier                             |                                      |                                      |                                      |                                      |

### Classement par équipes
| Classement par équipes | Classement par équipes | Classement par équipes | Classement par équipes |
|                        | Équipe                 | Pays                   | Temps                  |
| ---------------------- | ---------------------- | ---------------------- | ---------------------- |
| 1re                    | Astana                 | Kazakhstan             | en 29 h 34 min 4 s     |
| 2e                     | Garmin-Slipstream      | États-Unis             | + 1 min 46 s           |
| 3e                     | Team Saxo Bank         | Danemark               | + 1 min 53 s           |
| modifier               |                        |                        |                        |

### Combativité
Samuel Dumoulin

## Abandons
Jurgen Van de Walle (Quick Step) est non-partant. Il souffre d'une fracture à la clavicule gauche et d'un pneumothorax au poumon droit contractés sur une chute lors de la deuxième étape.